# Двойна спирала
В молекулярната биология двойната спирала е присъща на структурата на ДНК. За пръв път е публикувана в списание Nature от Джеймс Уотсън и Франсис Крик през 1953 г., базиращо се на информация от Морис Уилкинс и Розалинд Френклин. Крик, Уилкинс и Уотсън получават Нобелова награда за физиология или медицина за откритието си. Франклин умира преди церемонията по награждаване и не получава Нобеловата награда, защото тя не се връчва посмъртно.
Двойната спирала на ДНК е дясно въртящ се спирален полимер от нуклеинови киселини, който се поддържа свързан от нуклеотидите, групирани по двойки. Една извивка на спиралата съдържа 10 нуклеотидни бази. Двойната спирала на ДНК съдържа голяма извивка, която е по-широка от малката извивка.
Последователността на нуклеотидните бази в двойната спирала заедно с генът определят първичната структура на белтъците.